# Chaineux
Chaineux (în valonă Tchêneû sau Li Tchenoe-dlé-Heve) este o secțiune a orașului belgian Herve, situată în Regiunea Valonă, în provincia Liège. A fost o comună de sine stătătoare înainte de fuziunea comunelor din 1977.
Nodul rutier dintre autostrăzile A3 și A27 se află în principal pe teritoriul localității Chaineux.

## Etimologie
- 1334 Chaieneux
- Colectivul în -etum, deformat în -eux, în franceză „chênes” (stejari), provine din latină târzie cassanus, din galicul cassanos[1][2],
- în valonă Tchêneû,
- înseamnă „loc unde abundă stejarii” sau „pădure de stejari”.

## Istorie
Centru al industriei lânii în secolele al XVII-lea și al XVIII-lea, Chaineux păstrează urmele acestei prosperități de odinioară prin tire-balles – scripeți fixați la nivelul podului, folosiți pentru ridicarea baloților de lână.
Fuzionată cu Battice în perioada regimului francez, Chaineux a devenit comună la 27 februarie 1869.

## Demografie
- Surse: INS: 1831 până în 1970 = recensăminte, 1976 = numărul de locuitori la 31 decembrie.

## Patrimoniu
- Biserica din Chaineux (altitudine: 258 m): În octombrie 1671, Carol al II-lea al Spaniei a autorizat construirea unei mici capele dependente de parohia Herve, care a primit în 1676 drept patroni pe Sfântul Gilles și Sfânta Lucia[3]. În 1703, Chaineux a devenit în cele din urmă parohie, iar capela, devenită prea mică, a fost demolată în 1834 pentru a face loc acestui edificiu neoclasic, finalizat în 1837. Acesta este opera arhitectului din Liège, Jean-Noël Chevron, cunoscut și ca autor al sălii academice a Universității din Liège.
  - Orga Clerinx (1856): unul dintre rarele instrumente realizate de Clerinx păstrate integral. Clasată în 1991 și restaurată, aceasta prezintă un corp sculptat în stil clasic liégeois și reprezintă un veritabil compendiu al motivelor decorative utilizate de Clerinx.
  - Amvonul în stil Ludovic al XIV-lea.
  - Cele 17 tablouri ale lui Jean-Simon Renier[3], fondatorul Muzeului Renier din Verviers (actualmente Muzeul de Arte Frumoase și Ceramică).
  - Diferite statui, printre care o Fecioară cu Pruncul de Penday din Rendeux (1736).
- Monumentul MM 305: post de observație al Fortului din Battice, care a luptat până la 18 mai 1940, ziua în care a fost zguduit de o violentă explozie: doi oameni au fost arși de vii, iar ceilalți doi au supraviețuit rănilor. O piatră comemorativă se află lângă drumul principal, iar fortinul se găsește în mijlocul pajiștilor.
- Capela Sfânta Agatha: mic edificiu octogonal în stil Ludovic al XVI-lea[6], construit în jurul anului 1755 prin credința populară a locuitorilor din Chaineux. Se remarcă, zidit în peretele opus, un crucifix de piatră de factură mai veche.
- Fântâna comunală: utilizată până în 1940, nivelul apei sale este constant.
- Castelul de apă: edificiu construit în 1972, realizat de atelierele de construcție din Jambes, aceiași care au edificat și Atomiumul.
- Crucea de la Hauzeur: masiv bloc de piatră calcaroasă (aprox. 4 m înălțime, format din 7 piese suprapuse), este surmontată de un Hristos de factură foarte veche. În centrul fusului se afla o mică nișă care adăpostea o statuie a Fecioarei, astăzi dispărută.

### Clădiri remarcabile
- Es Bosse (nr. 4): fermă de origine a bogatei familii de Bosse. Ferestrele cu montanți pe fundal de cărămidă și trumeaul subțire din piatră care structurează vertical fațada fac din această clădire din 1698 un exemplu caracteristic al stilului mosan din regiunea Verviers.
- Haute-Chaineux (nr. 19): ferma Bosse din Wadeleux, clădire remarcabilă, cu partea stângă în stil mosan, iar partea dreaptă în stil Ludovic al XIII-lea.
- Haute-Chaineux (nr. 6): Castelul Castanilor (anterior de Bosse), splendidă reședință datând din anul 1700.
- Rue du Village: Castelul din Chaineux, construit în secolul al XIX-lea de familia Xhibitte, cu o frumoasă fațadă în stil imperiu.
- În piața bisericii, un ansamblu arhitectural deosebit, eșantion al mai multor stiluri: mosan și Ludovic al XIII-lea, Ludovic al XIV-lea și al doilea imperiu.
- Levée Gérard (nr. 17): fermă din secolul al XVI-lea, din piatră de gresie, cărămidă și calcar, înconjurată de un portal arcuit, a cărui cheie poartă data de 1683.